# Marie Kyzlinková

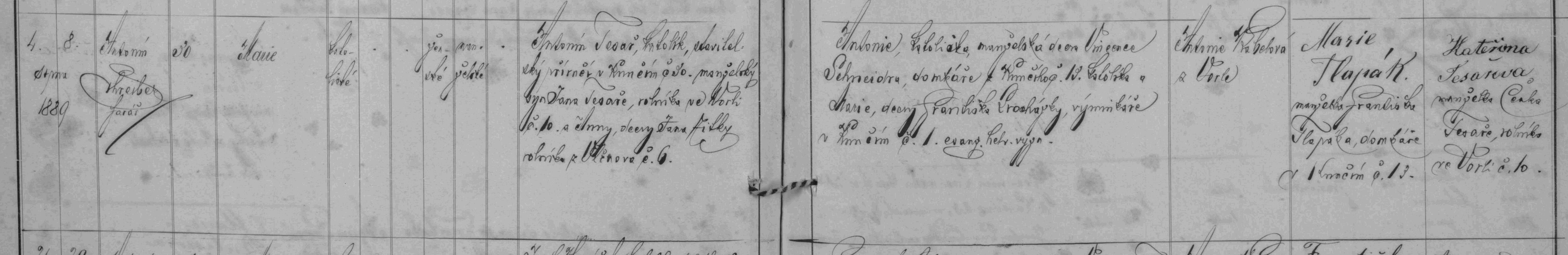
matriční zápis o narození a křtu Marie Tesařové (matrika N 1885-1902 Slatiňany (SOA Zámrsk))

Marie Kyzlinková, rozená Tesařová (4. srpna 1889, Kunčí, dnes součást Slatiňan – 9. června 1969, Litoměřice), byla česká publicistka a spisovatelka, autorka řady konvenčních ženských románů, manželka železničního úředníka, později inspektora státních drah, působícího v Litoměřicích.

## Život
Její beletristické činnosti předcházela činnost publicistická (první příspěvky jsou z roku 1917 ve Vídeňském deníku). Později se však začala plně věnovat tzv. ženskému románu a publikovala hlavně v Červené knihovně a v Modré knihovně. Její díla však neřeší skutečnou problematiku prostředí, ve kterém se odehrávají (hlavně středostavovské vrstvy na maloměstě nebo zámožnější vrstvy velkoměsta), ale stereotypně zobrazují na citovou složku redukované postavy v rámci zkonvencionalizovaného milostného příběhu (zmatky dívčích srdcí, osudy dcer z tzv. lepších rodin, manželské rozepře a nevěry atp.), jehož hlavním smyslem je šťastné rozuzlení.
Po komunistickém převratu byly její knihy zařazeny na cenzurní index a vyřazeny z knihoven. Autorce bylo znemožněno publikovat a musela se za své literární hříchy „kát“: „Jakmile byly mé knihy označeny za brak a vyřazeny z knihoven, přestala jsem úplně psát. Nyní se snažím na své literární hříchy zapomenout.“ (z autorčina dopisu do Ústavu české literatury z roku 1960).

## Dílo
- Dvě matky (1928), román,
- Jejich pohádka (1928), román,
- Rozvedená (1928), román,
- Láska vychovatelkou (1928), povídka,
- Tam na horách (1928), román,
- Z lásky (1928), román,
- Dál a výš (1928), román,
- Upír (1928), román,
- Sestry (1929), román,
- Srdce vznešená (1929), román,
- Co je štěstí? (1930), román,
- Jeho štěstí (1930), román,
- Láska nejsilnější (1930), román,
- Vysvobození (1930), román,
- Životní cesty (1931), román,
- Nebezpečná krása (1932), román,
- Sekretářka Eva a její šéf (1932), román,
- Čistý plamen (1933), román,
- Tíha viny (1933), román,
- Bílý květ (1934), román,
- Pro cizí štěstí (1934), román,
- Vysoký cíl (1934), román,
- Hladová srdce (1935), román,
- Hřích paní Heleny (1935), román,
- Lidé v bouři (1935), román,
- Otec (1935), román,
- Pravda vítězí (1935), román,
- Dva životy (1936), román,
- Jiřina hraje o štěstí (1936), román,
- Osud rozhodl (1936), román,
- Milena chce k filmu (1937), román,
- Ve víru (1937), román,
- Život se opakuje (1937), román,
- Velké omyly (1939), román.

## Filmové adaptace
- Z lásky (1929), němý film, režie Vladimír Slavínský.